# Montlauzun
Montlauzun ist eine französische Gemeinde mit 121 Einwohnern (Stand 1. Januar 2022) im Département Lot in der Region Okzitanien. Sie gehört zum Kanton Luzech und zum Arrondissement Cahors. 
Sie grenzt im Norden an Montcuq-en-Quercy-Blanc mit Lebreil und Montcuq, im Osten an Saint-Laurent-Lolmie, im Süden an Tréjouls und im Westen an Sainte-Juliette.

## Bevölkerungsentwicklung
| Jahr      | 1962 | 1968 | 1975 | 1982 | 1990 | 1999 | 2008 | 2018 |
| --------- | ---- | ---- | ---- | ---- | ---- | ---- | ---- | ---- |
| Einwohner | 163  | 129  | 114  | 127  | 102  | 117  | 129  | 122  |